# Effectifs du tournoi féminin de basket-ball aux Jeux olympiques d'été de 2016
Cette page contient la liste de toutes les équipes et leurs joueuses participant au Tournoi féminin de basket-ball aux Jeux olympiques d'été de 2016.

### 

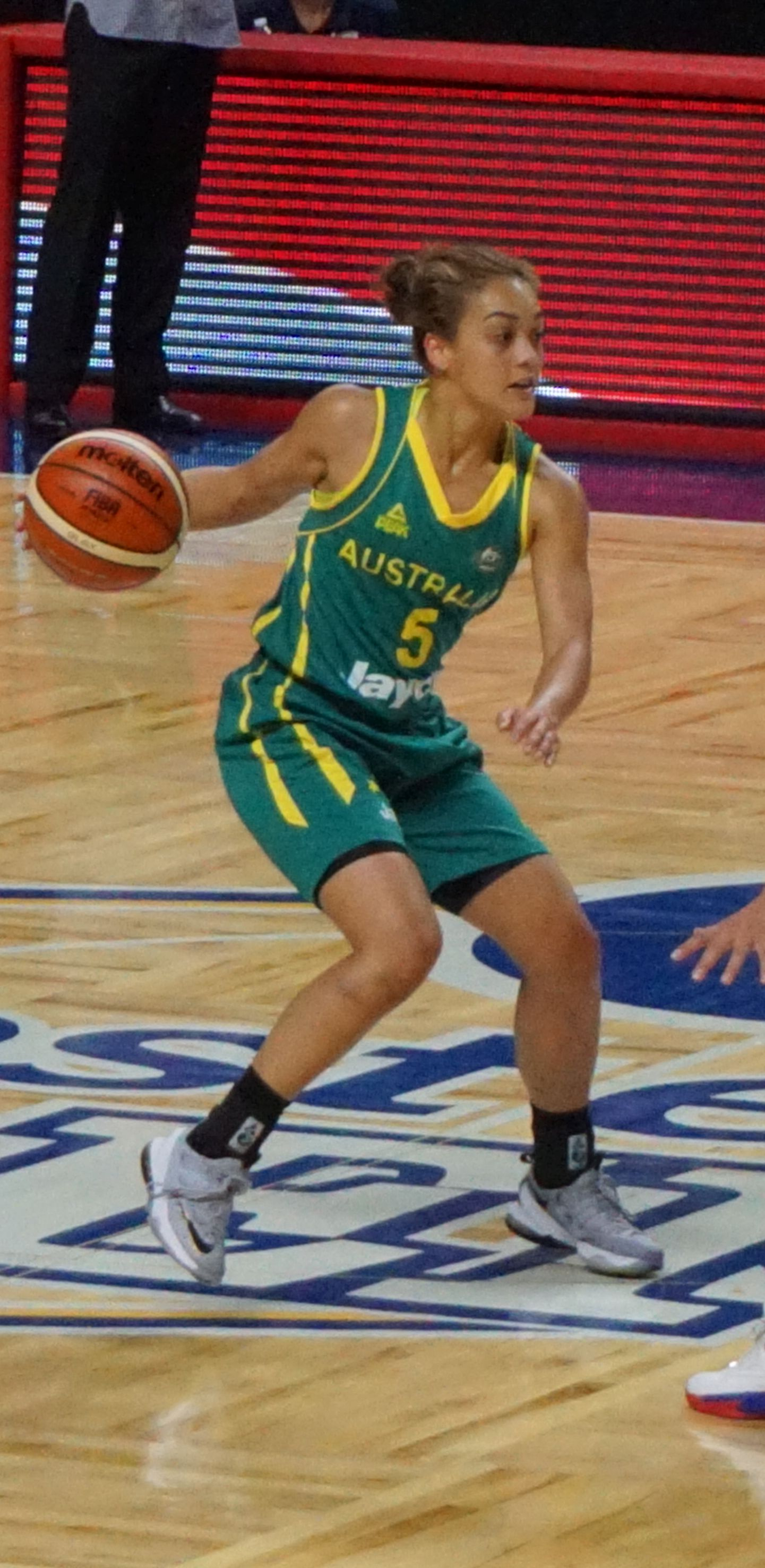
Leilani Mitchell en 2016.

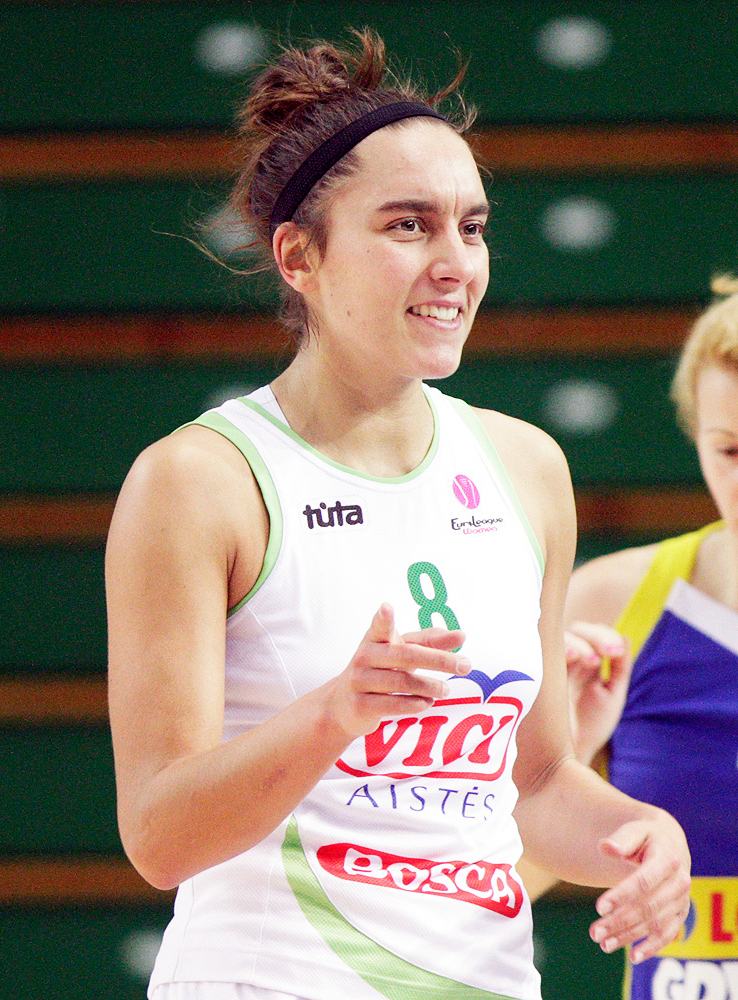
Tat'yana Likhtarovitch en 2011 sous le maillot de Kaunas.

## Groupe A

### Australie
| Numéro | Joueur           | Poste | Naissance        | Taille | Club(s) 2015-2016           |
| ------ | ---------------- | ----- | ---------------- | ------ | --------------------------- |
| 4      | Tessa Lavey      | PG    | 29 mars 1993     | 1,71 m | Perth Lynx                  |
| 5      | Leilani Mitchell | G     | 15 juin 1985     | 1,65 m | Adelaide Lightning          |
| 6      | Katie-Rae Ebzery | SG    | 8 janvier 1990   | 1,78 m | ŽBK Dynamo Moscou           |
| 7      | Penny Taylor     | G     | 24 mai 1981      | 1,85 m | Mercury de Phoenix          |
| 8      | Stephanie Talbot | SF    | 15 juin 1994     | 1,86 m | Canberra Capitals           |
| 9      | Natalie Burton   | F/C   | 23 mars 1989     | 1,94 m | Perth Lynx                  |
| 10     | Rachel Jarry     | PF    | 6 décembre 1991  | 1,86 m | South East Queensland Stars |
| 11     | Laura Hodges     | F/C   | 13 décembre 1983 | 1,90 m | Bourges                     |
| 12     | Marianna Tolo    | C     | 2 juillet 1989   | 1,96 m | Canberra Capitals           |
| 13     | Erin Phillips    | G     | 19 mai 1985      | 1,73 m | Wings de Dallas             |
| 14     | Liz Cambage      | C     | 18 août 1991     | 2,03 m | Shanghai Octopus            |
| 15     | Cayla George     | PF    | 1er mai 1989     | 1,94 m | UNIQA Sopron                |

Sélectionneur : Brendan Joyce
Assistant : Scott Butler, Lori Chizik, Damian Cotter

### Biélorussie
| Numéro | Joueuse                | Poste | Naissance        | Taille | Club 2015-2016              |
| ------ | ---------------------- | ----- | ---------------- | ------ | --------------------------- |
| 4      | Maryia Papova          | PF    | 13 juillet 1994  | 1,89 m | Enisey Krasnoyarski         |
| 5      | Aliaksandra Tarasava   | G     | 23 juin 1988     | 1,70 m | TSV 1880 Wasserburg         |
| 6      | Katsiaryna Snytsina    | SF    | 2 septembre 1985 | 1,88 m | Hatay BSB                   |
| 8      | Tat'yana Likhtarovitch | SG    | 29 mars 1988     | 1,80 m | Aluinvent DVTK              |
| 9      | Volha Ziuzkova         | PG    | 14 juin 1983     | 1,72 m | BC Tsmoki-Minsk             |
| 10     | Anastasiya Verameyenka | C     | 10 juillet 1987  | 1,95 m | Fenerbahçe SK               |
| 11     | Alena Lewtchanka       | C     | 30 avril 1983    | 1,95 m | Université du Proche-Orient |
| 12     | Lindsey Harding        | PG    | 12 juin 1984     | 1,73 m | Liberty de New York         |
| 13     | Tatyana Troïna         | PF    | 30 juin 1981     | 1,87 m | Basket Gdynia               |
| 14     | Nataliya Trafimava     | SF    | 16 juin 1979     | 1,88 m | Horizont Minsk              |
| 18     | Maryia Filonchyk       |       | 10 janvier 1992  | 1,89 m | Olimpia Grodno              |
| 41     | Yuliya Rytsikava       | SG    | 8 septembre 1986 | 1,80 m | Horizont Minsk              |

Sélectionneur : Anatoli Buyalski
Assisté de :  Dmitrii Sedov

### Brésil
| Numéro | Joueuse                  | Poste | Naissance        | Taille | Club(s) 2015-2016       |
| ------ | ------------------------ | ----- | ---------------- | ------ | ----------------------- |
| 3      | Isabela Ramona           | PG    | 31 mai 1992      | 1,79 m | Sampaio Basquete        |
| 4      | Adriana Moisés Pinto     | PG    | 12 juin 1978     | 1,70 m | América Basquete        |
| 6      | Joice Coelho             | F     | 1er avril 1993   | 1,80 m | Corinthians-Americana   |
| 7      | Palmira Marçal           | G     | 20 mai 1984      | 1,78 m | Sampaio Basquete        |
| 8      | Iziane Castro Marques    | F     | 12 mars 1982     | 1,81 m | Sampaio Basquete        |
| 9      | Tainá Paixão             | G     | 29 novembre 1991 | 1,73 m | América Basquete        |
| 10     | Tatiane Pacheco          | F     | 16 octobre 1990  | 1,81 m | América Basquete Recife |
| 11     | Clarissa dos Santos      | F/C   | 30 juillet 1985  | 1,88 m | Sky de Chicago          |
| 12     | Damiris Dantas do Amaral | F/C   | 17 novembre 1992 | 1,91 m | Corinthians-Americana   |
| 13     | Nádia Colhado            | C     | 25 février 1989  | 1,93 m | Sampaio Basquete        |
| 14     | Érika de Souza           | C     | 9 mars 1982      | 1,96 m | Sky de Chicago          |
| 15     | Kelly Santos             | C     | 10 novembre 1979 | 1,93 m | América Basquete        |

Sélectionneur  :   Antonio Carlos Barbosa

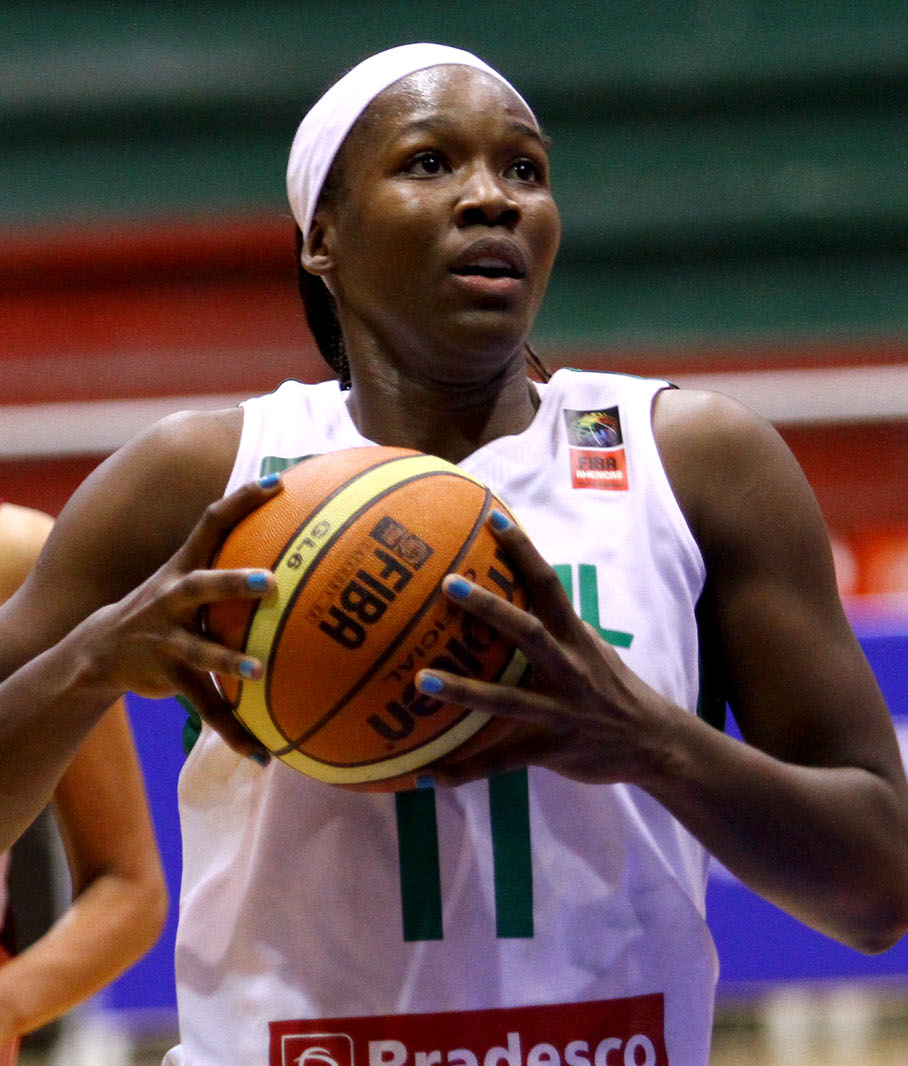
Clarissa dos Santos en 2014.

Assistants :   Cristiano Cedra et Júlio César Patrício

### France

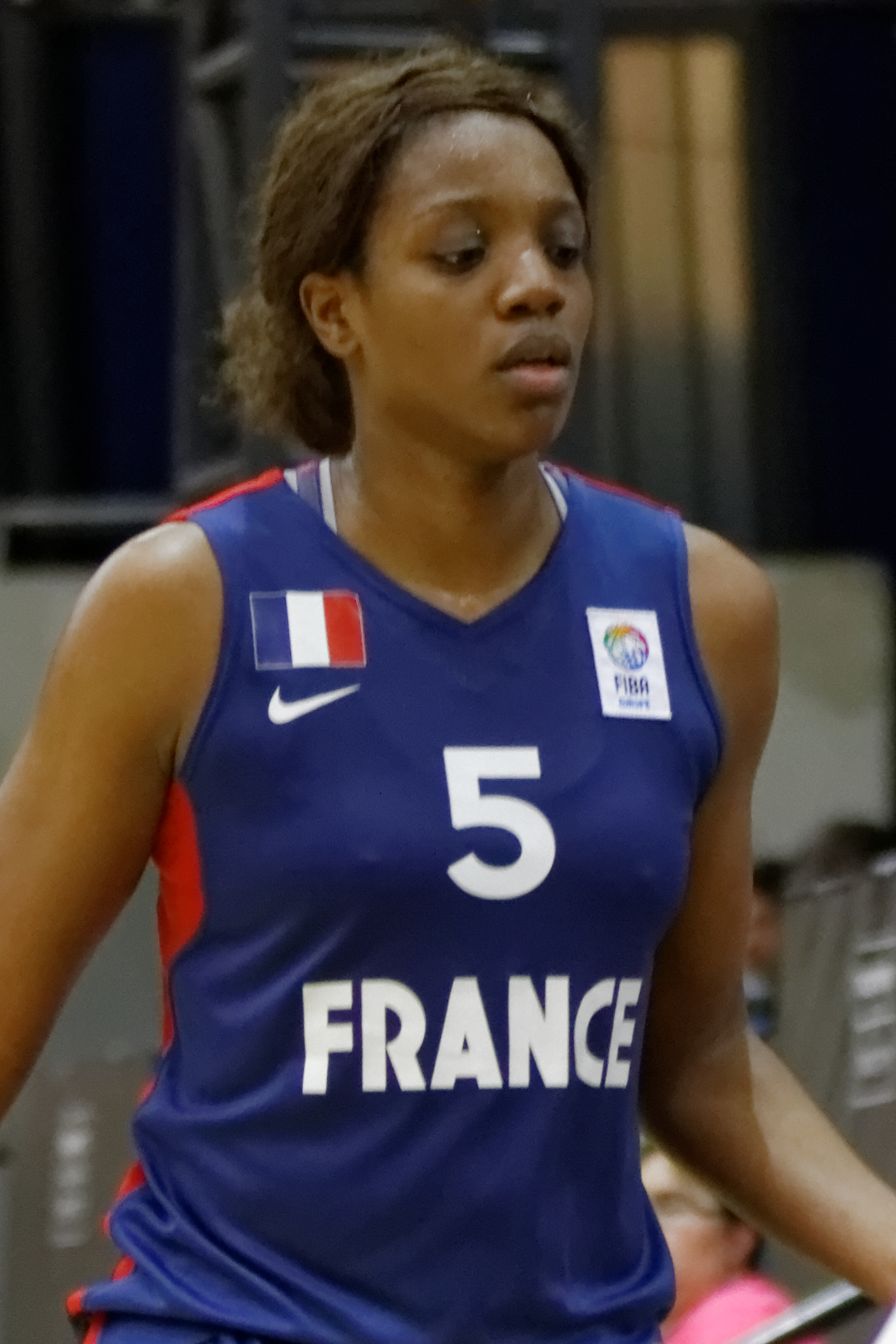
Endy Miyem en 2013.

| Numéro | Joueuse           | Poste | Naissance        | Taille | Club 2015-2016                        |
| ------ | ----------------- | ----- | ---------------- | ------ | ------------------------------------- |
| 4      | Isabelle Yacoubou | 5     | 21 avril 1986    | 1,90 m | Famila Schio                          |
| 5      | Nwal-Endéné Miyem | 3-4   | 15 mai 1988      | 1,88 m | Dynamo Koursk                         |
| 7      | Sandrine Gruda    | 4-5   | 25 juin 1987     | 1,95 m | UMMC Iekaterinbourg                   |
| 10     | Sarah Michel      | 2-3   | 10 janvier 1989  | 1,80 m | Lattes Montpellier                    |
| 11     | Valériane Ayayi   | 3     | 29 avril 1994    | 1,84 m | Lattes Montpellier                    |
| 12     | Gaëlle Skrela     | 2-3   | 24 janvier 1983  | 1,77 m | Lattes Montpellier                    |
| 16     | Héléna Ciak       | 5     | 15 décembre 1989 | 1,97 m | Tango Bourges Basket                  |
| 17     | Marine Johannès   | 2     | 21 janvier 1995  | 1,77 m | USO Mondeville                        |
| 20     | Amel Bouderra     | 1-2   | 26 mars 1989     | 1,63 m | Flammes Carolo basket                 |
| 21     | Laëtitia Kamba    | 3-4   | 10 janvier 1987  | 1,87 m | ESB Villeneuve-d’Ascq Lille Métropole |
| 22     | Olivia Époupa     | 1     | 30 avril 1994    | 1,65 m | Toulouse Métropole Basket             |
| 25     | Marielle Amant    | 2     | 9 décembre 1989  | 1,90 m | ESB Villeneuve-d’Ascq Lille Métropole |

Sélectionneur : Valérie Garnier
Assistée de : Grégory Halin, Olivier Lafargue
Victime d'une blessure à Rio deux jours avant le début de la compétition, Céline Dumerc doit déclarer forfait et est remplacée par Amel Bouderra.

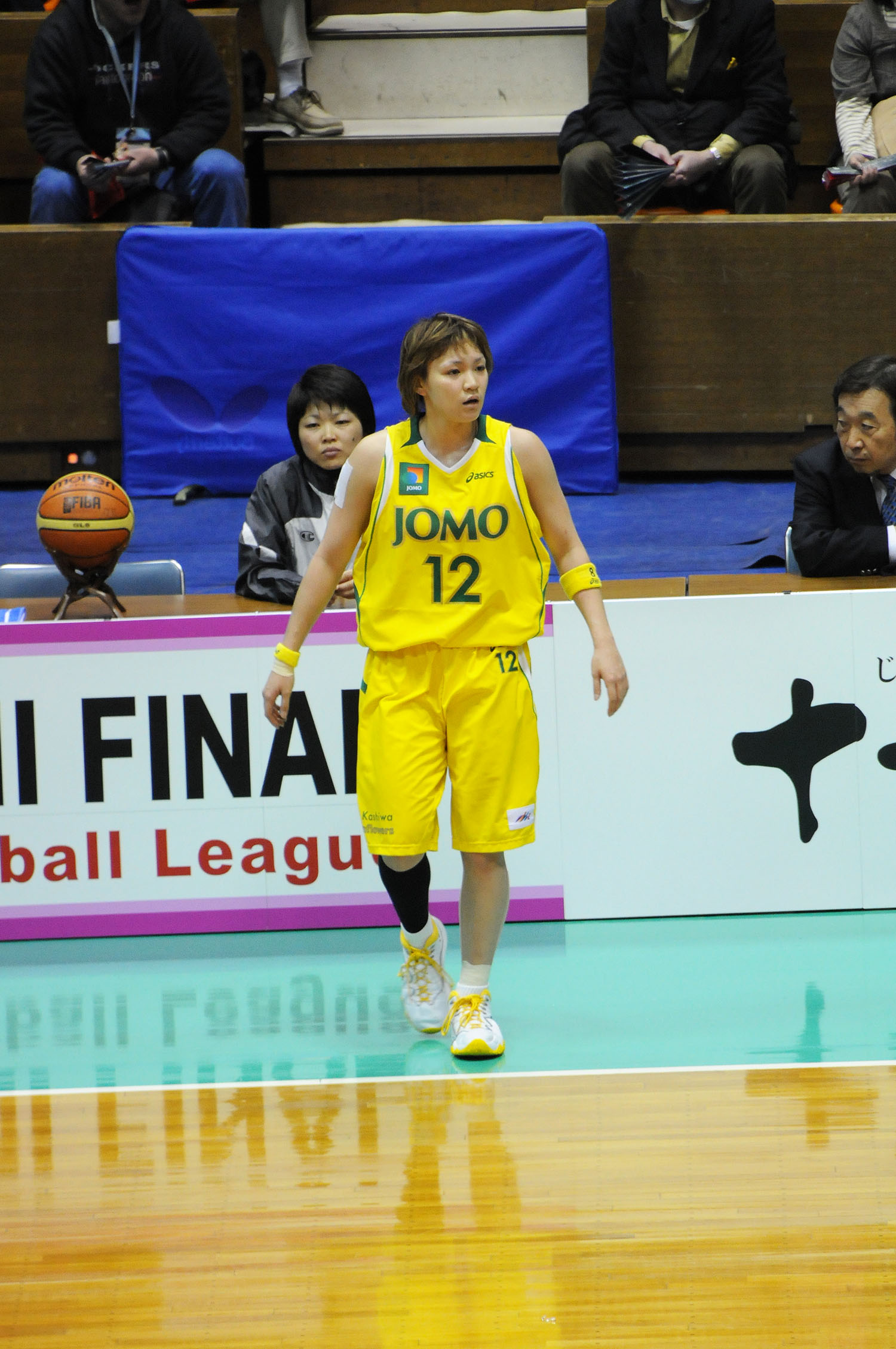
La capitaine Asami Yoshida.

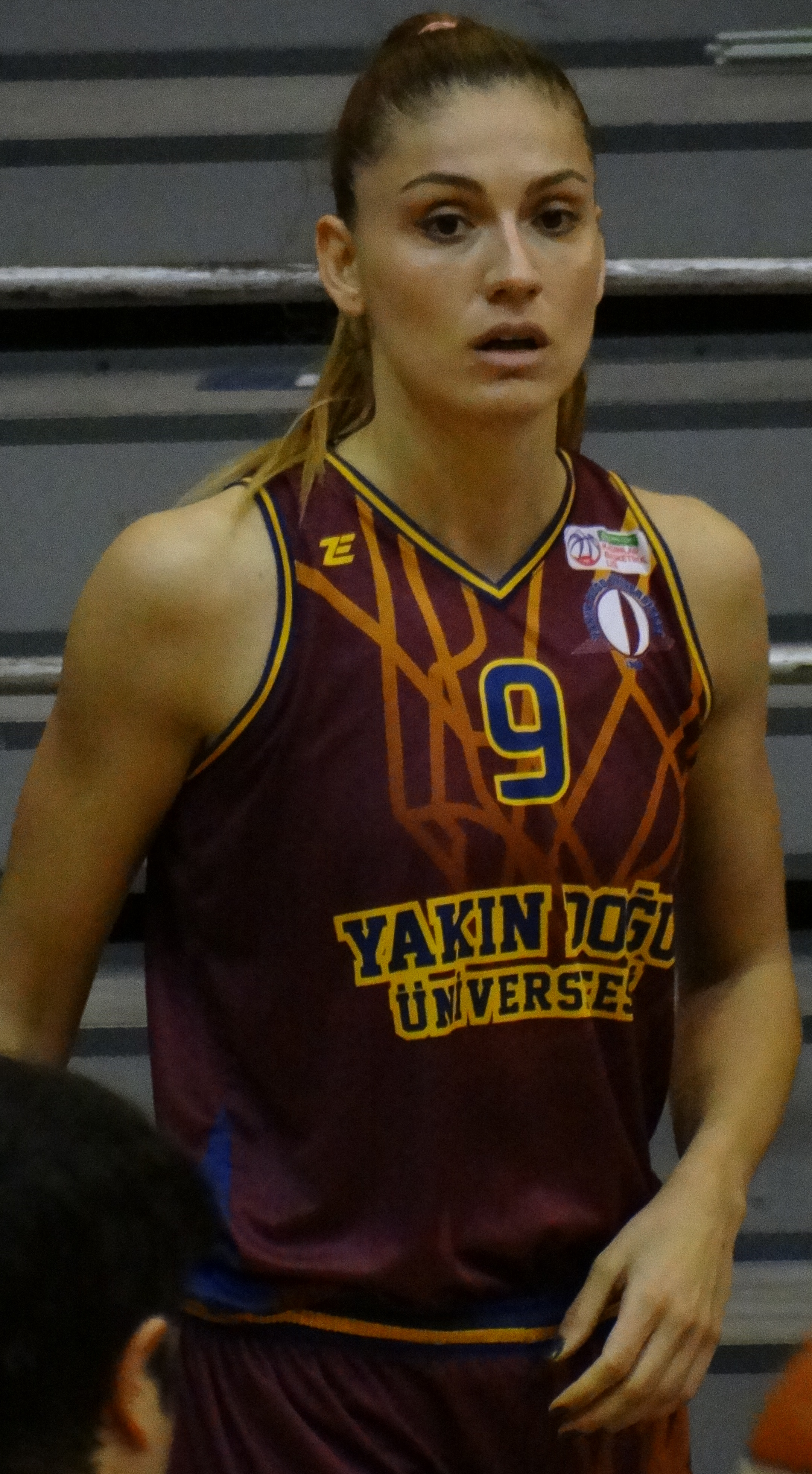
Bahar Çağlar en 2018.

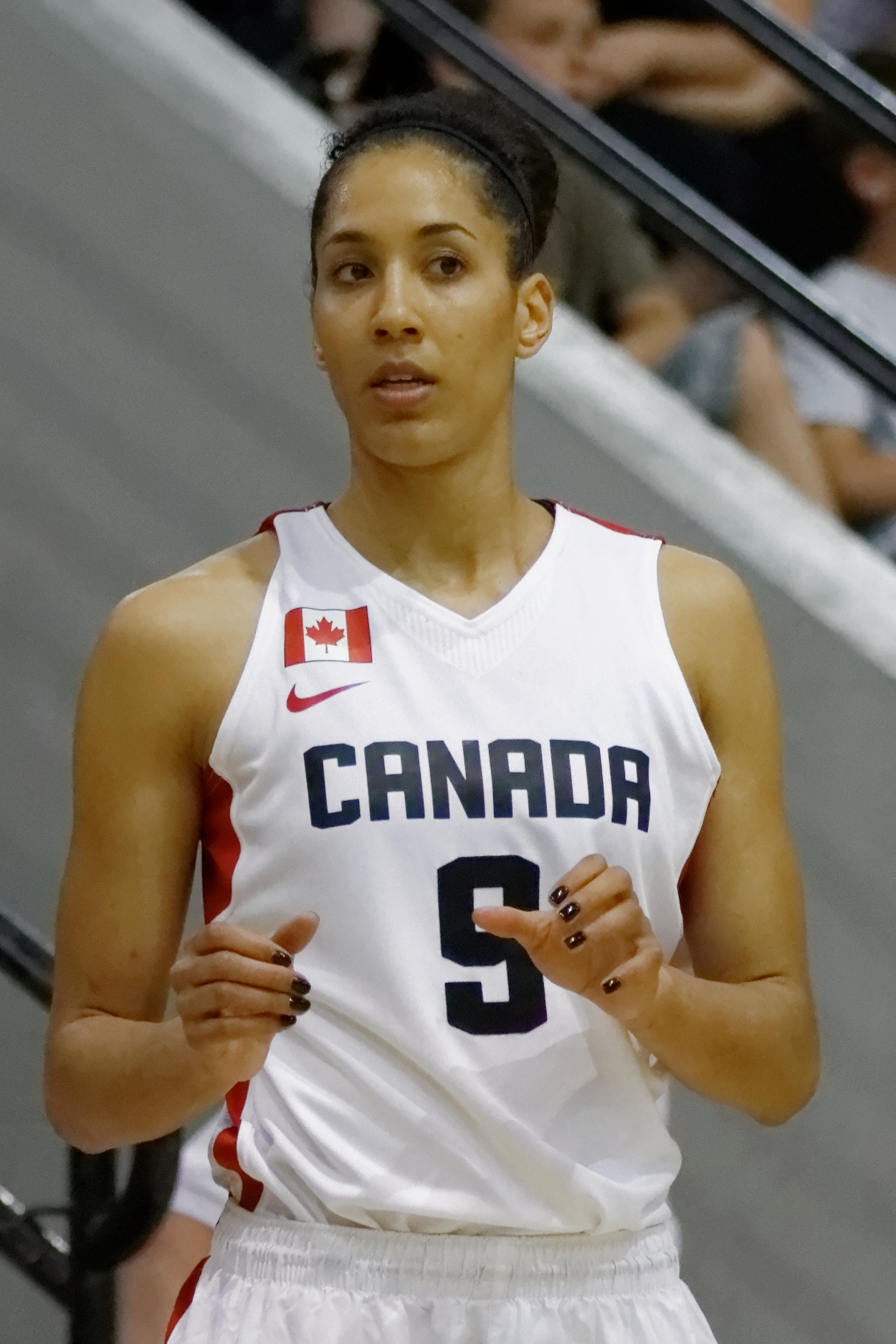
Miranda Ayim.

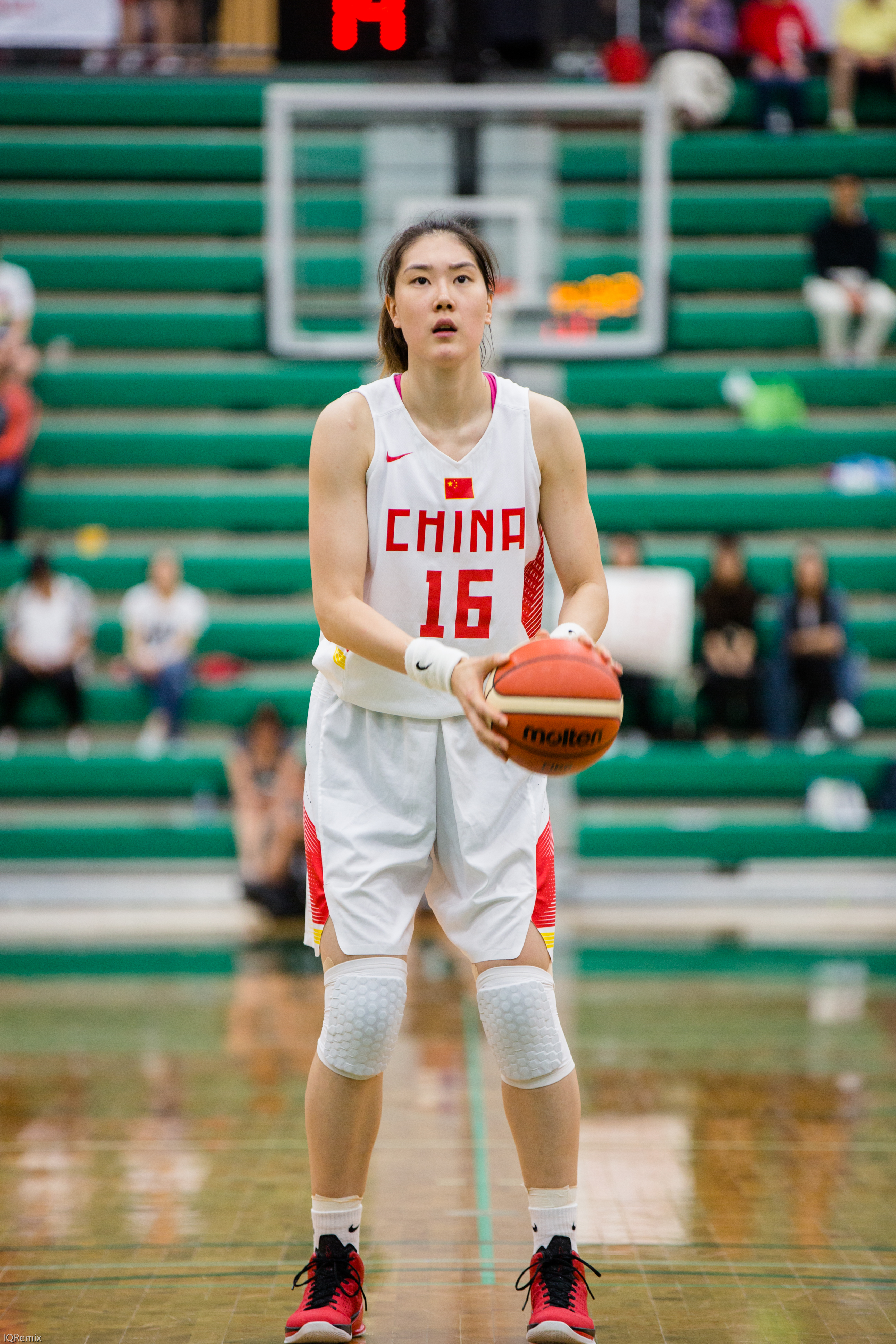
Sun Mengran.

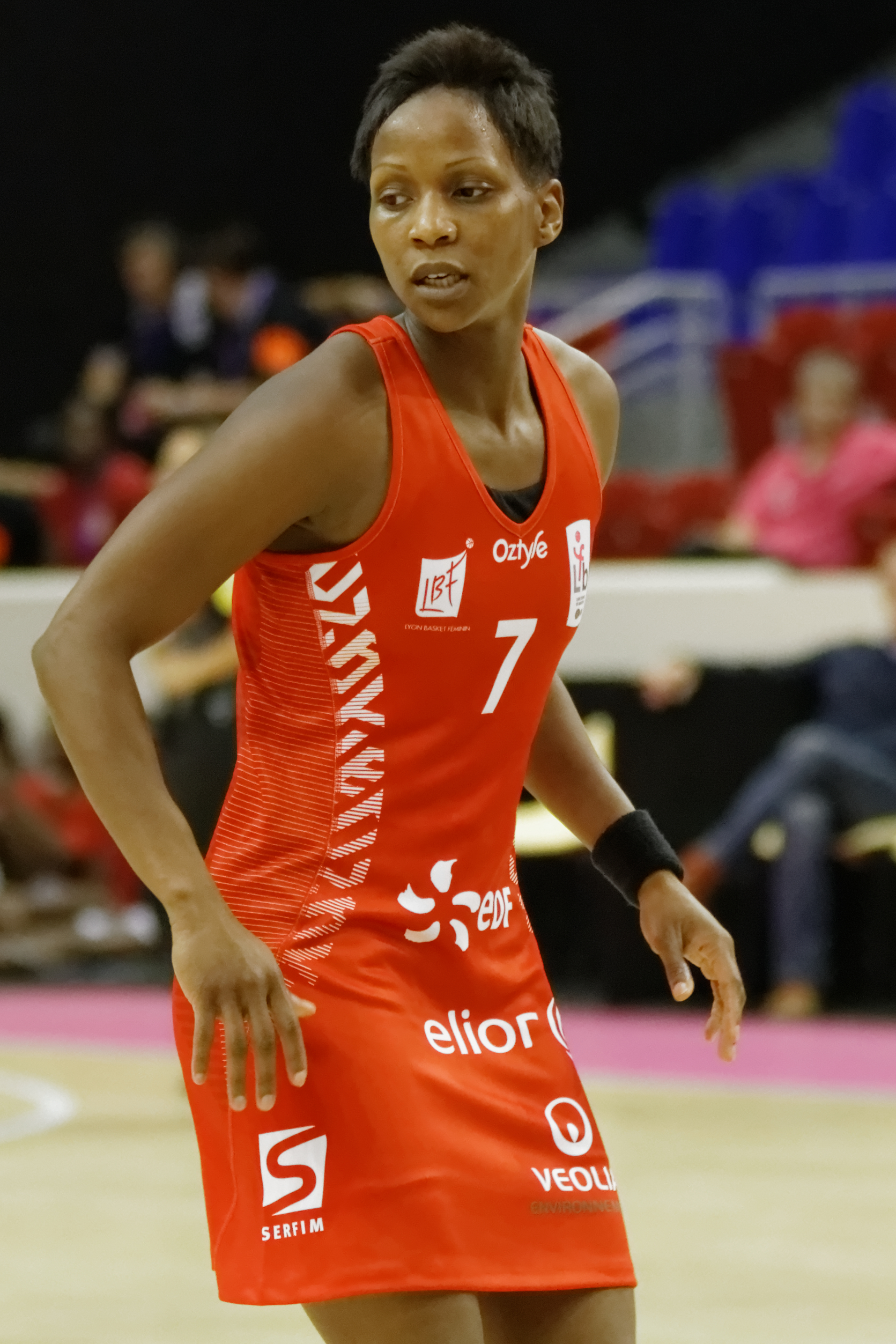
Bintou Marizy.

### Japon
| Numéro | Joueuse        | Poste | Naissance        | Taille | Club(s) 2015-2016 |
| ------ | -------------- | ----- | ---------------- | ------ | ----------------- |
| 4      | Miyoshi Naho   | G     | 21 décembre 1993 | 1,65 m | Chanson V-Magic   |
| 5      | Kaede Kondo    | G     | 6 octobre 1991   | 1,73 m | Toyota Antelopes  |
| 6      | Yuka Mamiya    | C     | 3 avril 1990     | 1,84 m | JX Sunflowers     |
| 7      | Mika Kurihara  | F     | 14 mai 1989      | 1,76 m | Toyota Antelopes  |
| 8      | Maki Takada    | F     | 23 août 1989     | 1,83 m | Denso Iris        |
| 9      | Yuki Miyazawa  | F     | 2 juin 1993      | 1,82 m | JX Sunflowers     |
| 10     | Ramu Tokashiki | F     | 11 juin 1991     | 1,92 m | Storm de Seattle  |
| 11     | Moeko Nagaoka  | F     | 29 décembre 1993 | 1,82 m | Fujitsu Redwave   |
| 12     | Asami Yoshida  | G     | 9 octobre 1987   | 1,63 m | JX Sunflowers     |
| 13     | Rui Machida    | G     | 8 mars 1993      | 1,60 m | Fujitsu Red Wave  |
| 14     | Sanae Motokowa | G     | 2 avril 1992     | 1,75 m | Chanson V-Magic   |
| 15     | Asako O        | C     | 16 décembre 1987 | 1,89 m | Mitsubishi Koalas |

Sélectionneur : Tomohide Utsumi
Assistant : Eiki Umezaki

### Turquie
| Numéro | Joueuse                    | Poste | Naissance         | Taille | Club 2015-2016              |
| ------ | -------------------------- | ----- | ----------------- | ------ | --------------------------- |
| 4      | Olcay Cakir                | SF    | 13 juillet 1993   | 1,82 m | Fenerbahçe SK               |
| 5      | Tuğçe Canıtez              | PF    | 6 août 1987       | 1,90 m | Fenerbahçe SK               |
| 6      | Esra Ural                  | G     |                   |        |                             |
| 7      | Birsel Vardarlı            | PG    | 12 juillet 1984   | 1,75 m | Fenerbahçe SK               |
| 8      | Sebnem Nezahat Kimyacioglu | PF    | 28 septembre 1988 | 1,90 m | Université du Proche-Orient |
| 9      | Bahar Çağlar               | PF    | 28 septembre 1988 | 1,90 m | Galatasaray SK              |
| 10     | Işıl Alben                 | G     | 22 février 1986   | 1,72 m | Galatasaray SK              |
| 11     | Nevriye Yılmaz             | C     | 16 juin 1980      | 1,94 m | Galatasaray SK              |
| 12     | Lara Sanders               | C     | 11 septembre 1986 | 1,91 m | Abdullah Gül Üniversitesi   |
| 13     | Ayse Cora                  | G     | 3 mars 1993       | 1,75 m | Beşiktaş JK                 |
| 14     | Şaziye İvegin              | F     | 8 février 1982    | 1,82 m | Beşiktaş JK                 |
| 15     | Tilbe Senyürek             | PF    | 26 avril 1995     | 1,92 m | Botas Spor Club Adana       |

Sélectionneur : Ekrem Memnun
Assisté de : Aziz Akkaya, Murat Bilge

## Groupe B

### Canada
| Numéro | Joueuse              | Poste         | Naissance         | Taille | Club(s) 2015-2016      |
| ------ | -------------------- | ------------- | ----------------- | ------ | ---------------------- |
| 4      | Miah-Marie Langlois  | Meneuse       | 21 septembre 1991 | 1,70 m | Ienisseï Krasnoïarsk   |
| 5      | Kia Nurse            | Arrière       | 22 février 1996   | 1,77 m | Huskies du Connecticut |
| 6      | Shona Thorburn       | Meneuse       | 7 août 1982       | 1,78 m | Nantes                 |
| 7      | Nayo Raincock-Ekunwe | Avant         | 29 août 1991      | 1,88 m | Bendigo Spirit         |
| 8      | Kim Gaucher          | Arrière       | 7 mai 1984        | 1,80 m | USO Mondeville         |
| 9      | Miranda Ayim         | Ailière forte | 6 mai 1988        | 1,91 m | Basket Landes          |
| 10     | Nirra Fields         | Garde         | 3 décembre 1993   | 1,70 m | Mercury de Phoenix     |
| 11     | Natalie Achonwa      | Ailière forte | 22 novembre 1992  | 1,90 m | Fever de l'Indiana     |
| 12     | Lizanne Murphy       | Ailière       | 15 mars 1984      | 1,85 m | Angers                 |
| 13     | Tamara Tatham        | Ailière       | 19 août 1985      | 1,85 m | Dynamo Novossibirsk    |
| 14     | Katherine Plouffe    | Ailière       | 15 septembre 1992 | 1,90 m | Nantes Rezé Basket     |
| 15     | Michelle Plouffe     | Ailière forte | 15 septembre 1992 | 1,90 m | USO Mondeville         |

Sélectionneur :  Lisa Thomaidis
Assistants : Steve Baur, Shawnee Harle, Bev Smith

### Chine
| Numéro | Joueuse        | Poste | Naissance        | Taille | Club(s) 2015-2016          |
| ------ | -------------- | ----- | ---------------- | ------ | -------------------------- |
| 4      | Zhao Zhifang   | G     | 11 août 1994     | 1,68 m | Tianjin University         |
| 5      | Chen Xiaojia   | G     | 11 décembre 1982 | 1,78 m | Jiangsu Phoenix            |
| 6      | Li Shanshan    | PG    | 3 mai 1987       | 1,78 m | Jiangsu Phoenix            |
| 7      | Shao Ting      | SF    | 21 juin 1990     | 1,85 m | Beijing Great Wall         |
| 8      | Wu Di          | G     | 27 octobre 1993  | 1,82 m | Tianjin University         |
| 9      | Sun Mengxin    | SF    | 8 avril 1993     | 1,90 m | Bayi Kylin                 |
| 10     | Lu Weng        | SF    | 22 août 1984     | 1,90 m | Bayi Kylin                 |
| 11     | Huang Sijing   | PF    | 8 janvier 1996   | 1,90 m | Guangdong Dolphins         |
| 12     | Gao Song       | PF    | 16 avril 1992    | 1,90 m | Beijing Great Wall         |
| 13     | Sun Mengran    | 5     | 20 février 1982  | 1,97 m | Bayi Kylin Liaoning Hengye |
| 14     | Huang Hong Pin | 5     | 6 octobre 1989   | 1,96 m | Shanxi Rui Flame           |
| 15     | Chen Nan       | 5     | 8 janvier 1983   | 1,99 m | Bayi Kylin                 |

Sélectionneur  :  Tom Maher
Assistant : Wei Zheng, Xu Limin

### Sénégal
| Numéro | Joueuse,           | Poste | Naissance        | Taille | Club(s) 2015-2016         |
| ------ | ------------------ | ----- | ---------------- | ------ | ------------------------- |
| 4      | Oumoul Thiam       | G     | 3 février 1980   | 1,79 m | C.D. Promete              |
| 5      | Aya Traoré         | G     | 27 juillet 1983  | 1,83 m | CB Conquero               |
| 6      | Bintou Marizy      | PG    | 1er février 1984 | 1,67 m | -                         |
| 7      | Fatou Dieng        | PG    | 18 août 1983     | 1,67 m | CB Al-Qázeres             |
| 8      | Mame Diodio Diouf  | F     | 15 décembre 1984 | 1,74 m | Reus Deportiu             |
| 9      | Lala Wane          | C     | 5 juillet 1989   | 1,79 m | Wasquehal Femina          |
| 10     | Astou Traoré       | PF    | 30 avril 1981    | 1,86 m | Belfius Namur Capitale    |
| 11     | Maïmouna Diarra    | C     | 30 janvier 1991  | 1,98 m | Primeiro de Agosto        |
| 12     | Mame-Marie Sy-Diop | PF    | 25 mars 1985     | 1,85 m | Lattes Montpellier        |
| 13     | Oumou Touré        | PF    | 18 février 1988  | 1,90 m | Toulouse Métropole Basket |
| 14     | Marie-Sadio Rosche | C     | 10 août 1987     | 1,87 m | Avenir Basket Chartres    |
| 15     | Aïda Fall          | F     | 11 octobre 1986  | 1,96 m | AL Aplemont Le Havre      |

Sélectionneur : Mamadou Gaye
Assistants : Papa Courbary, Elhadji Diop

### Serbie

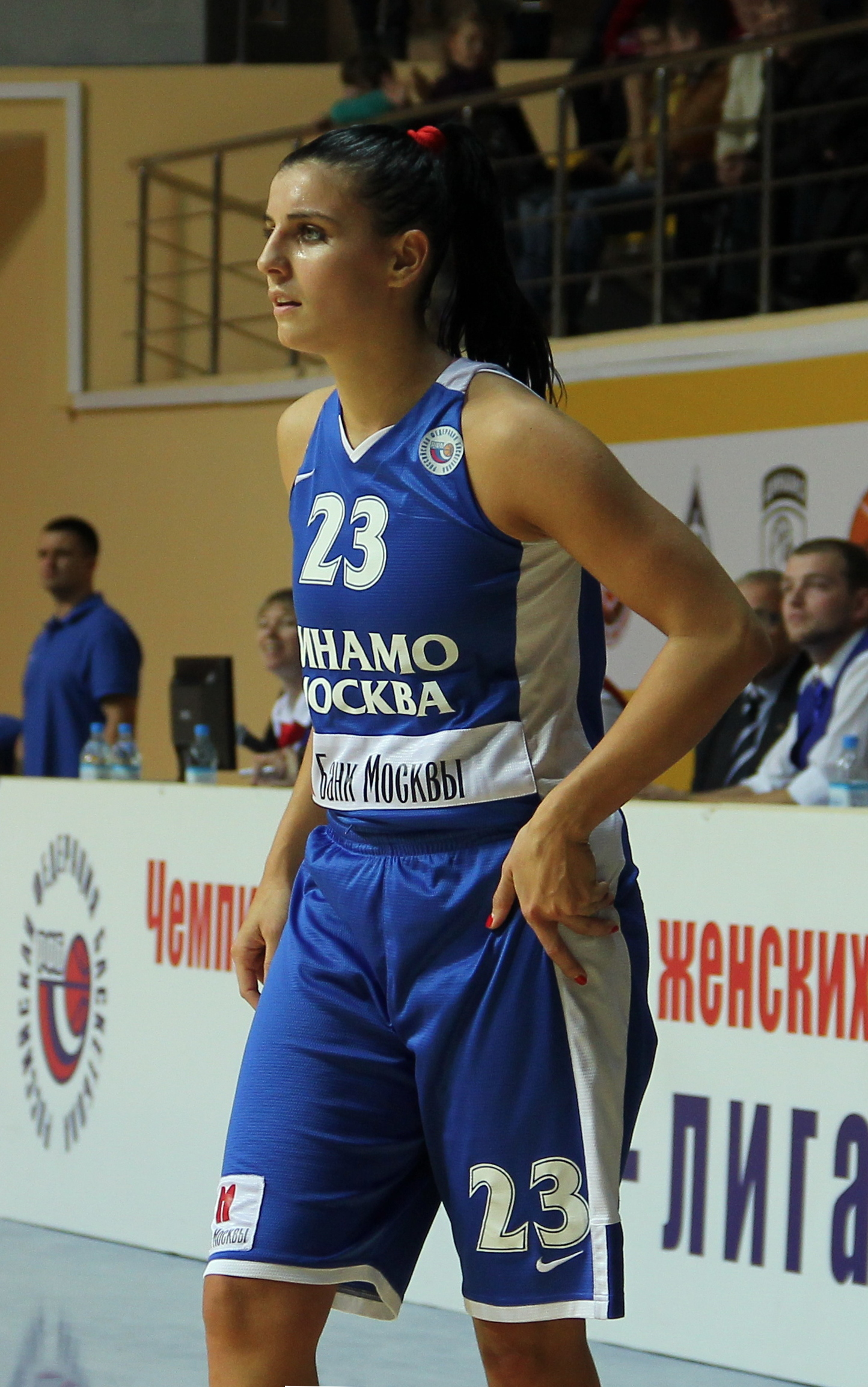
Ana Dabović en 2013.

La sélection serbe pour les Jeux olympiques d'été de 2016 est composée de :
| Numéro | Joueuse               | Poste | Naissance        | Taille | Club 2015-2016                                    |
| ------ | --------------------- | ----- | ---------------- | ------ | ------------------------------------------------- |
| 4      | Tamara Radocaj        | PG    | 23 décembre 1987 | 1,70 m | Uni Gyor                                          |
| 5      | Sonja Petrović        | F     | 18 février 1989  | 1,89 m | USK Prague Mercury de Phoenix                     |
| 6      | Sasa Cado             | SG    | 13 juillet 1989  | 1,78 m | İstanbul Üniversitesi SK                          |
| 7      | Sara Krnjić           | C     | 15 juillet 1991  | 1,92 m | UE Supron                                         |
| 8      | Nevena Jovanovic      | SG    | 30 juin 1990     | 1,78 m | PEAC-Pecs                                         |
| 9      | Jelena Milovanović    | PF    | 28 avril 1989    | 1,90 m | Perfumerias Avenida Salamanque                    |
| 10     | Dajana Butulija       | SG    | 23 février 1986  | 1,75 m | Lyon                                              |
| 11     | Dragana Stanković     | C     | 18 janvier 1995  | 1,95 m | PEAC-Pécs                                         |
| 12     | Aleksandra Crvendakić | F     | 17 mars 1996     | 1,87 m | UE Supron                                         |
| 13     | Milica Dabović        | SG    | 16 février 1982  | 1,75 m | Lyon                                              |
| 14     | Ana Dabović           | SG    | 18 août 1989     | 1,83 m | Université du Proche-Orient Sparks de Los Angeles |
| 15     | Danielle Page         | PF    | 14 novembre 1986 | 1,88 m | Tango Bourges Basket                              |

Sélectionneur : Marina Maljković
Assistée de : Dragan Ratkovic, Bojan Jankovic et Milos Paden

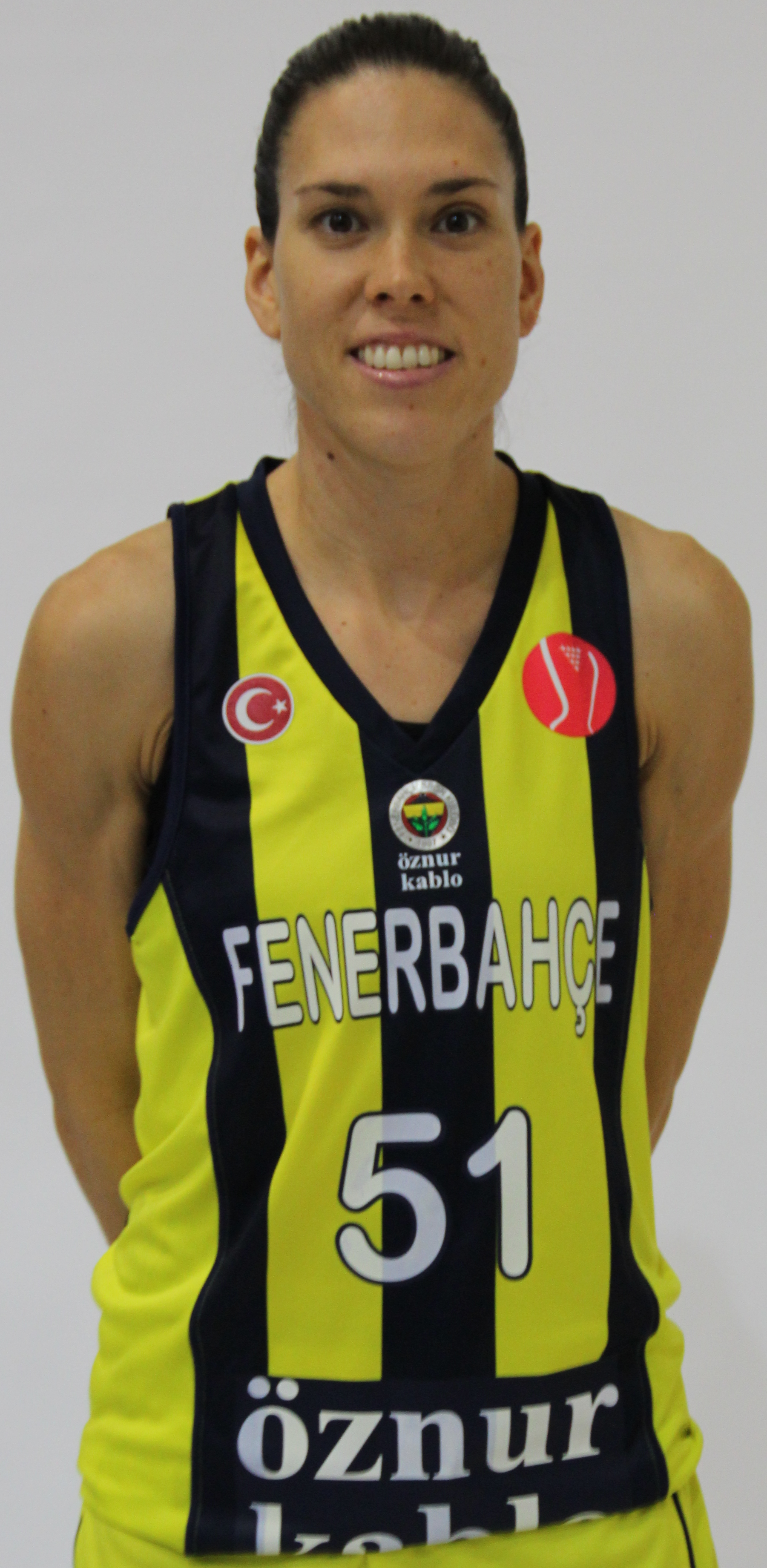
Anna Cruz en 2016.

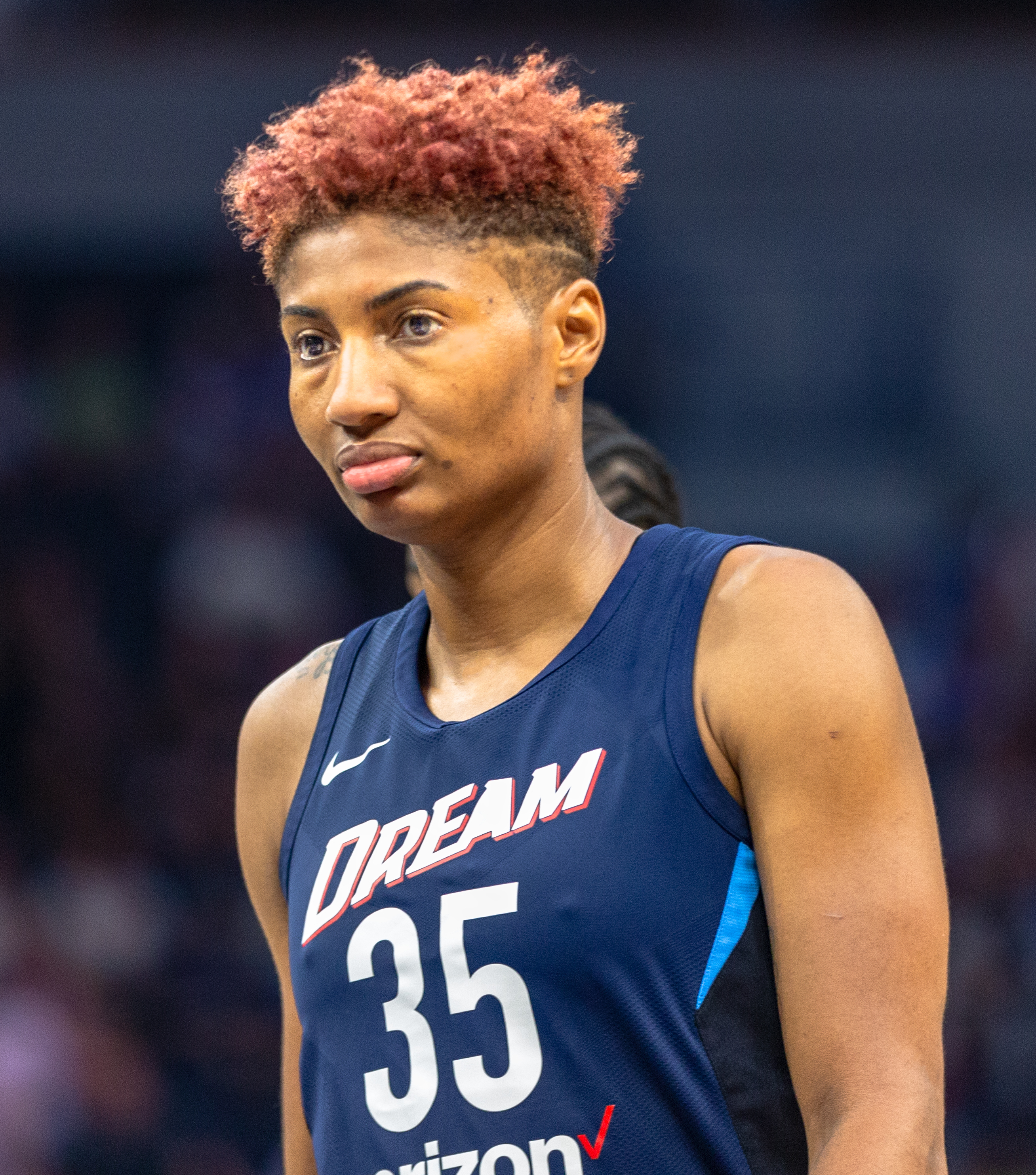
Angel McCoughtry en 2018.

### Espagne
| Numéro | Joueuse          | Poste | Naissance         | Taille | Club 2015-2016                 |
| ------ | ---------------- | ----- | ----------------- | ------ | ------------------------------ |
| 2      | Leticia Romero   | PG    | 28 mai 1995       | 1,77 m | Seminoles de Florida State     |
| 4      | Laura Nicholls   | FC    | 26 février 1989   | 1,89 m | Wisła Cracovie                 |
| 6      | Silvia Domínguez | PG    | 31 janvier 1987   | 1,66 m | Salamanque                     |
| 7      | Alba Torrens     | F     | 30 août 1989      | 1,92 m | UMMC Iekaterinbourg            |
| 9      | Laia Palau       | PG    | 10 septembre 1979 | 1,76 m | USK Prague                     |
| 10     | Marta Xargay     | G     | 20 décembre 1990  | 1,81 m | USK Prague                     |
| 11     | Leonor Rodríguez | PG    | 21 octobre 1991   | 1,80 m | Salamanque                     |
| 13     | Lucila Pascua    | C     | 21 mars 1983      | 1,96 m | CB Conquero                    |
| 15     | Anna Cruz        | PG    | 27 octobre 1986   | 1,76 m | Nadejda Orenbourg              |
| 19     | Laura Quevedo    | F     | 15 avril 1996     | 1,82 m | Club Universitario de Ferrol   |
| 24     | Laura Gil        | C     | 24 avril 1992     | 1,92 m | Cadi La Seu                    |
| 45     | Astou Ndour      | C     | 22 août 1994      | 1,96 m | Perfumerias Avenida Salamanque |

Sélectionneur : Lucas Mondelo
Assisté de : Victor Lapena et Isabel Sanchez Fernandez

### États-Unis
| Numéro | Joueuse           | Poste | Naissance         | Taille | Club(s) 2015-2016                      |
| ------ | ----------------- | ----- | ----------------- | ------ | -------------------------------------- |
| 4      | Lindsay Whalen    | PG    | 9 mai 1982        | 1,82   | Lynx du Minnesota                      |
| 5      | Seimone Augustus  | F     | 30 avril 1984     | 1,85   | Lynx du Minnesota                      |
| 6      | Sue Bird          | PG    | 16 octobre 1980   | 1,75   | Storm de Seattle                       |
| 7      | Maya Moore        | F     | 11 juin 1989      | 1,83   | Lynx du Minnesota Shanxi Rui Flame     |
| 8      | Angel McCoughtry  | G-F   | 10 septembre 1986 | 1,85   | Dream d'Atlanta                        |
| 9      | Breanna Stewart   | PF    | 27 août 1994      | 1,94   | Huskies du Connecticut                 |
| 10     | Tamika Catchings  | F     | 21 juillet 1979   | 1,88   | Fever de l'Indiana                     |
| 11     | Elena Delle Donne | G-F   | 5 septembre 1989  | 1,96   | Sky de Chicago                         |
| 12     | Diana Taurasi     | G     | 11 juin 1982      | 1,83   | Mercury de Phoenix UMMC Iekaterinbourg |
| 13     | Sylvia Fowles     | C     | 6 octobre 1985    | 1,98   | Lynx du Minnesota                      |
| 14     | Tina Charles      | PF    | 5 décembre 1988   | 1,93   | Liberty de New York                    |
| 15     | Brittney Griner   | C     | 18 octobre 1990   | 2,03   | Mercury de Phoenix                     |

Entraîneur : Geno Auriemma
Assistants : Doug Bruno, Cheryl Reeve et Dawn Staley